# 夏洛特·斯托克莉
夏洛特·斯托克莉（英語：Charlotte Stokely，1986年8月8日—） ，是一名美国色情女演員。

## 早年生活
斯托克莉於1986年8月8日出生於美國猶他州鹽湖城。高中時，她為了當地的一個樂團上台跳舞。她的第一份工作是在一間雜貨店當出納員，然後她也在脫衣舞俱樂部做過雞尾酒服務生。

## 演藝生涯
斯托克莉開始在成人內容中演出，原因是她的一位脫衣舞孃室友受邀參與一部了色情片；而斯托克莉要求自己也要入鏡。 斯托克莉最後找到了一位經紀人並飛往洛杉磯。她最初的工作最主要是在佛羅里達州的網際網路公司，之後她旅行到加州開始了拍攝DVD和劇情片的工作。斯托克莉說過：“色情產業總是吸引著我，當我還是個小女孩時，我對自己的性就很開放了。”
斯托克莉拍過荒誕色情和另類色情的成人影片，2007年，她主演另類色情版的《黛比上達拉斯》 標題為《Debbie Loves Dallas》。
斯托克莉也多次擔任服裝品牌American Apparel的廣告模特兒。American Apparel的創辦人和CEO達夫·查尼是她的個人粉絲；當她在執導一個網路系列時，達夫打電話給她詢問要不要做一些試拍，而在American Apparel的作品上，斯托克莉用了「Britney」這個名字「為了讓事情更有趣和更像鄰家女孩」。她還拍攝了主流的蒸汽朋克網路系列叫做「Tinker as Nasren」。
斯托克莉在2009年的喜劇電影《黑色決殺令》中客串演出。她也主演2014年的電視電影《夏娃的秘密》，後來參加了由美國著名色情演員珍娜·詹姆森主持的真人實境秀《珍娜的美國成人明星》，也演出迷你電視劇《慾奴》。

## 私人生活
她在接受訪問時談到自己在年紀輕的時候曾遭受過性虐待，而這在成人產業中被稱為「Bubble Butt」。

## 獎項和提名
- 2015年成人產業獎（英语：XBIZ Award）提名：年度女/女表演者[18]
- 2016年成人影帶新聞獎提名：最佳三人性愛場景–女/女/男 －《Pink Velvet》[19]
- 2016年SPANK BANK獎提名：最上鏡獎
- 2016年SPANK BANK獎提名：年度口交公主
- 2016年SPANK BANK獎提名：色情片最漂亮女孩